# Almanah
Un almanah este o publicație anuală care include informații diferite cum ar fi prognoza meteo, informații privind datele de plantare folositoare agricultorilor, informații sub formă de tabele dintr-un anumit domeniu, informații adesea dispuse conform calendarului etc.
Se presupune că cuvântul almanah provine din limba arabă, cuvântul al-manākh având sensul de climă.